# Los Héroes (station)
Los Héroes är en tunnelbanestation i tunnelbanesystemet Metro de Santiago i Santiago, Chile. Nästföljande station på linje 1 i riktning mot Escuela Militar är La Moneda och i riktning mot San Pablo är República. På linje 2 är nästföljande station i riktning mot Vespucio Norte är Santa Ana och i riktning mot La Cisterna är det Toesca.